# Omaniidae
Famille
Les Omaniidae sont une famille d'insecte hémiptères du sous-ordre  des Hétéroptères (punaises). Il s'agit de très petites punaises (entre 1,2 et 1,6 mm) vivant dans la zone des marées en bord de mer dans les régions tropicales et subtropicales. Elle compte cinq espèces à l'échelle mondiale, regroupées en deux genres.

## Description
Très petites (1,2 et 1,6 mm) punaises de forme générale coléoptéroïde, car les hémélytres sont en forme d'élytres, jointes à la suture et sans nervures ni zone membraneuse. Les ailes postérieures manquent. La tête porte des antennes bien visible de quatre articles, des yeux très grands, allongés vers l'arrière le long de la marge antérolatérale du pronotum, et quatre paires de trichobothries sur le front et le vertex. Le rostre est long. Le pronotum est transverse, de forme quadrangulaire. La coloration générale est grisâtre, bleuâtre, ou sombre,,.

## Répartition et habitat
Les cinq espèces se rencontrent dans la région Indo-Pacifique, de la mer Rouge à l'Ouest du Pacifique, dans la zone tropicale et subtropicale.
Leur habitat correspond à une niche écologique particulière : les rochers coralliens de la zone intertidale, juste en dessous du niveau de pleine mer. Il leur faut un substrat dur (roche volcanique, granites, structures coralliennes, etc.) avec des pores fins et des petites crevasses, où elles peuvent trouver refuge et laisser passer le flot de la marée. Elles peuvent également vivre dans des graviers grossiers ou des gravats, ce qui leur vaut leur appellation en anglais de « intertidal dwarf bugs », qui signifie « punaises naines de la zone intertidale ».

## Biologie
À marée basse, ces punaises parcourent les zones humides des rochers, voire du sable autour, sur les frondaisons d'algues, à la recherche de petits invertébrés, tels que Collemboles, Acariens, petits coléoptères ou Isopodes. Elles sont incapables de voler, mais les adultes peuvent sauter loin. Elles courent également d'une crevasse à l'autre à la recherche de nourriture.
Les œufs sont collés bien au fond de petites crevasses dans les rochers choisis. L'incubation dure seize jours environ aux alentours de 25 °C. Le développement larvaire des juvéniles dure un mois environ,.

## Systématique
La famille des Omaniidae a été créée en 1970 par l'entomologiste René H. Cobben (d) (1925-1987) afin de sortir le genre Omania des Saldidae. Dans la même étude, il sépare les cinq espèces d’Omania en deux genres, Omania (une seule espèce) et Corallocoris (quatre espèces). Le positionnement phylogénétique au sein des Leptopodomorpha reste à stabiliser.
Une espèce du Nouveau monde, Saldolepta kistnerorum, a été parfois également classée dans les Omaniidae, mais cette attribution reste incertaine.

### Liste des genres et des espèces
Selon BioLib (30 mars 2022) :
- Corallocoris Cobben, 1970, quatre espèces connues :
  - Corallocoris marksae (Woodward, 1958)[7], Australie, Samoa, Nouvelle-Calédonie, Malaisie, Singapour[8], Philippines
  - Corallocoris nauruensis (Herring and Chapman, 1967), Nauru, Océanie[9]
  - Corallocoris satoi (Miyamoto, 1963), îles Tokara, Japon
  - Corallocoris aldabrae Cobben, 1987, Aldabra, océan Indien[10]
- Omania Horváth, 1915, une seule espèce connue :
  - Omania coleoptrata Horváth, 1915, présente des côtes de la mer Rouge à celles de la baie d'Oman

### Publication originale
- (en) R. H. Cobben, « Morphology and taxonomy of intertidal dwarfbugs (Heteroptera: Omaniidae fam. nov.) », Tijdschrift voor Entomologie, La Haye, Leyde et Amsterdam, NEV (d), Martinus Nijhoff Publishers (d) et Éditions Brill, vol. 113, no 2,‎ 1970, p. 61-90 (ISSN 0040-7496 et 2211-9434, OCLC 1132820, lire en ligne).